# Samuel Colville Lind
Samuel Colville Lind (15 de junio de 1879 - 12 de febrero de 1965) fue un fisicoquímico, conocido como "el padre de la moderna química de radiaciones". Fue elegido miembro de la United States National Academy of Sciences en 1930. Fue presidente de la American Electrochemical Society en 1927 y de la American Chemical Society en 1940. Entre otros premios, obtuvo la Medalla Priestley en 1952. Escribió numerosos artículos y libros e inventó el primer electroscopio para medir la cantidad de radio presente en una muestra, que es llamado electroscopio de Lind.

## Primeros años y formación académica
Siendo el mayor de cinco hermanos, pasa sus primeros años de vida en su pequeña localidad natal, McMinnville, Tennessee, donde asiste al colegio y pasa una vida absolutamente tranquila. A los 16 años, tras finalizar el instituto, ingresa en la Universidad Washington and Lee donde inicia su especialización en idiomas, dedicando sólo el último año a la química y de modo circunstancial. En 1900 asiste a unos cursos en el MIT, desempeña un puesto de profesor ayudante y se inicia en la investigación. En 1903 obtiene una beca Dalton y se marcha al Institüt für Physikalische Chemie en Leipzig (Alemania).

## Trabajos
- Laboratorio de Leipzig (1904-1905):[4] Trabaja con Max Bodenstein, estudiando la cinética de las reacciones entre los halógenos y el hidrógeno. Su trabajo fue crucial y sirvió de base a numerosas aportaciones (Walther Nernst, J. A. Christiansen, K. F. Herzfeld, y Michael Polanyi) para terminar de explicar el mecanismo de la reacción.

- Universidad de Míchigan (1905-13): En 1905 acepta un trabajo como profesor de Química Física y abandona la investigación durante 5 años. En 1910 realiza una estancia en Francia, en el laboratorio de Marie Curie donde comienza sus investigaciones sobre radiaciones. En 1911 se traslada a Viena bajo la dirección de Stefan Meyer. A su vuelta a Míchigan, tiene dificultad de continuar sus investigaciones por no disponer de Radio (medio de comunicación)radio.
- U.S. Bureau of Mines (1913-25). En 1913 comienza a trabajar en el Bureau of Mines para obtener radio a partir de los depósitos de carnotita en arenisca, existentes en Colorado. De los 8,5 gramos de radio obtenidos, pudo quedarse con 0,5 gramos que le permitieron investigar durante muchos años. Al desconocer los peligros de la radiactividad, sufrió quemaduras leves en sus dedos. Hacia 1920 es trasladado a Reno (Nevada) e investiga sobre diamantes coloreados. En 1923 es nombrado jefe del laboratorio y debe trasladarse a Washington.
- Laboratorio de investigación del nitrógeno fijado (1925-26): Obtiene un nuevo trabajo como director ayudante de este centro, situado en Washington, donde investiga sobre los efectos de las radiaciones sobre múltiples reacciones.
- Universidad de Minnesota (1926-47): En 1926 se marchó a la universidad de Minnesota como jefe de la Escuela de Química, rechazando un puesto similar en Míchigan. Su larga etapa en Minnesota fue muy productiva: llamó a un amplio grupo de científicos que alcanzaron renombre y se lo dieron a lainstitución: Isaak Kolthoff, Frank McDougall, George Glockler, Robert Livingston, Hubert Alyea y Bryce Crawford. En 1930 unifica la escuela de Química junto a otros centros de la universidad y es nombrado decano del nuevo organismo creado, el Instituto de Tecnología.

Lind realizó actividades fuera de la universidad durante este periodo, lo que afectó a su producción investigadora. Fue elegido presidente de la American Electrochemical Society en 1927 y de la American Chemical Society en 1940. Asimismo fue miembro de la National Academy of Sciences y de la American Philosophical Society. En 1932 se convirtió en editor-jefe de la revista Journal of Physical Chemistry, a la que saca del ostracismo en que se encontraba por la anteriormente errónea línea editorial.
Tras su jubilación en 1947, siguió unido a la universidad un tiempo pero, tras asistir a una conferencia sobre energía atómica en Oak Ridge, Tennessee, decide trasladarse allí. En 1948 es nombrado consultor de los laboratorios que Union Carbide Corporation operaba en Oak Ridge para la Atomic Energy Commission y trabajó en la separación de uranio por difusión y en el estudio de reacciones inducidas por radiaciones.

## Premios y distinciones
- Medalla Nichols
- Medalla Priestley
- Numerosos doctorados honoríficos por las universidades de Colorado (1927), Universidad Washington and Lee (1939), Universidad de Míchigan (1940) y la Universidad de Notre Dame (1963).